# Franz Skarbina

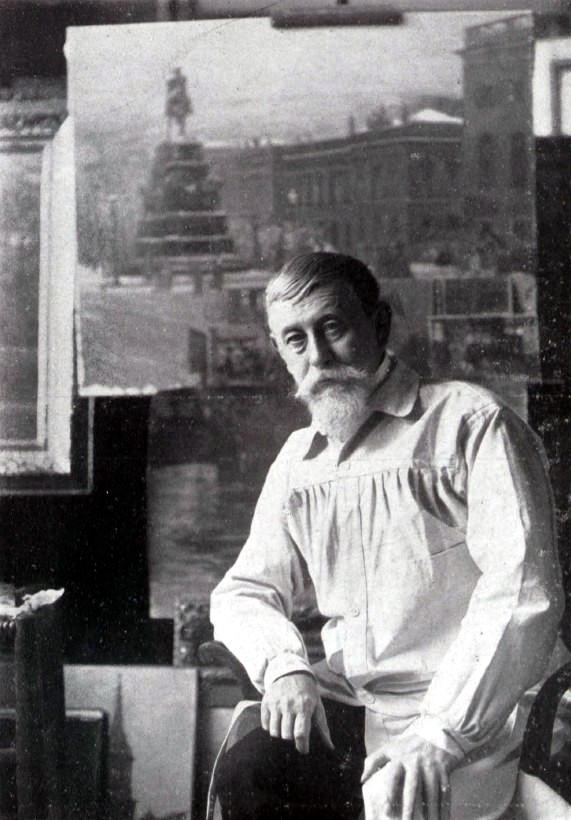
Franz Skarbina 1909

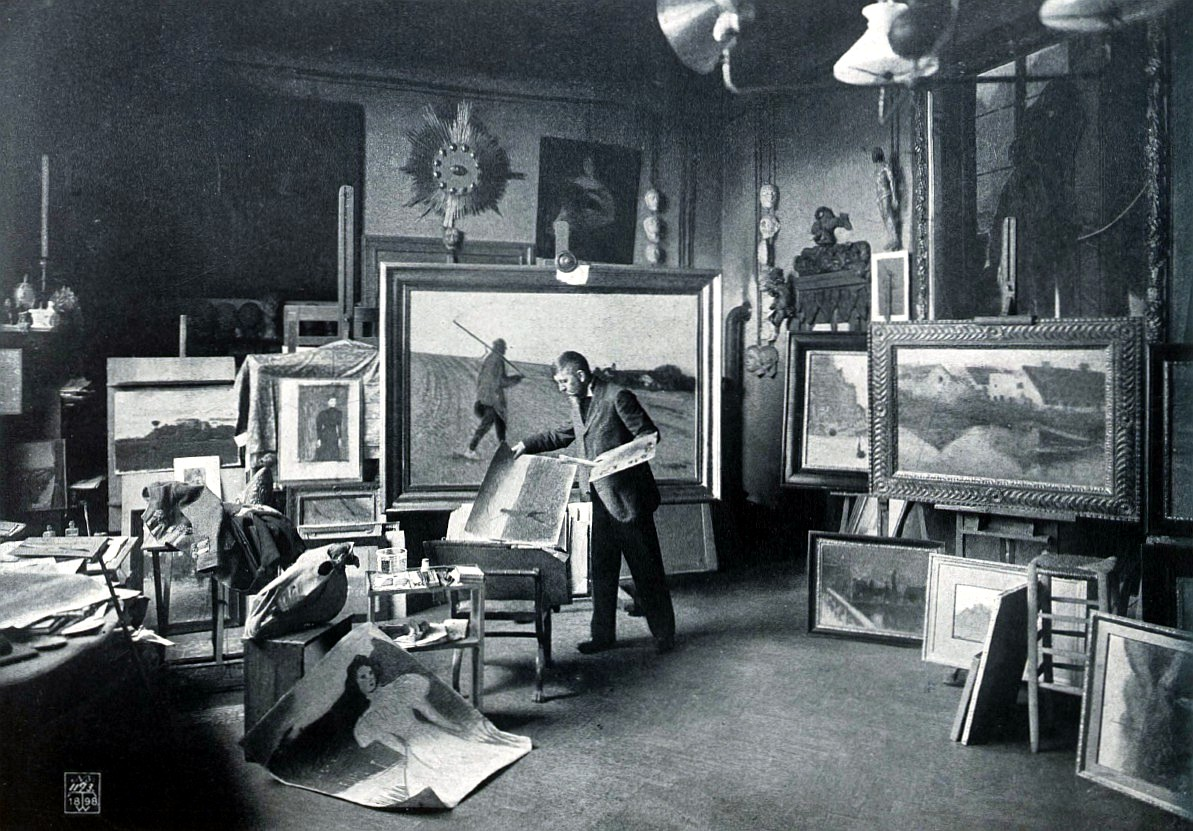
Franz Skarbina w swojej pracowni 1898

Franz Skarbina (ur. 24 lutego 1849 w Berlinie, zm. 18 maja 1910 tamże) – niemiecki malarz-impresjonista, rysownik, grafik i ilustrator.
Franz Skarbina był synem złotnika Mikołaja Skarbiny z Zagrzebia. 
Studiował w latach 1865-1869 w Pruskiej Akademii Sztuk Pięknych w Berlinie. W latach 1869–1871 był nauczycielem domowym córek niderlandzkiego hrabiego, generała Hendrika George de Perponcher Sedlnitzkiego. Następnie wyruszył w podróż artystyczną do Drezna, Wiednia, Monachium, Norymbergi i Meranu, od roku 1877 odwiedził Holandię, Belgię i Francję. Zamieszkał w Paryżu, gdzie pod wpływem impresjonistów zaczął malować sceny życia wielkomiejskiego. Od roku 1883 uczestniczył w Salonie Paryskim. W roku 1888 został powołany na profesora zwyczajnego Akademii Berlińskiej, lecz wskutek nieporozumień z Antonem von Wernerem w roku 1893 odszedł z uczelni. 
W roku 1892 wraz z Maxem Liebermannem i Walterem Leistikowem założył „Grupę Jedenastu“, a w roku 1898 „Berlińską Secesję“. W roku 1903 został wybrany do Akademii, w roku 1904 do jej senatu. 
Znaczna część dzieł Skarbiny spłonęła w czasie II wojny światowej. 

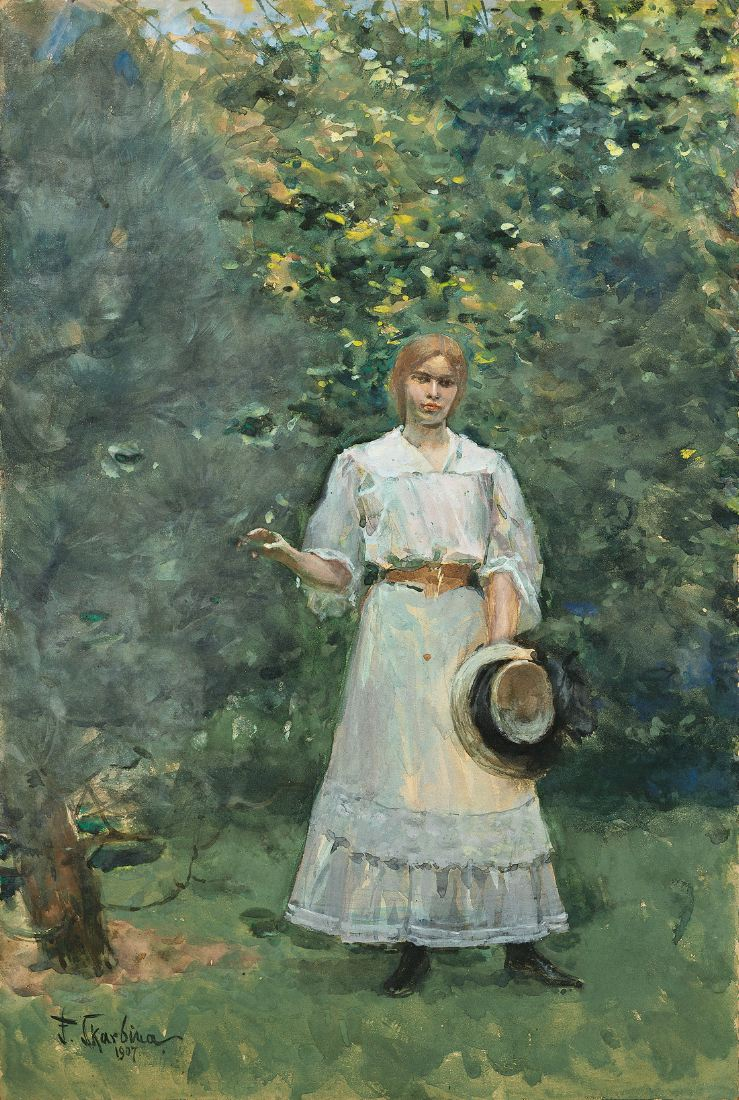
Dziewczyna w ogrodzie (1907)
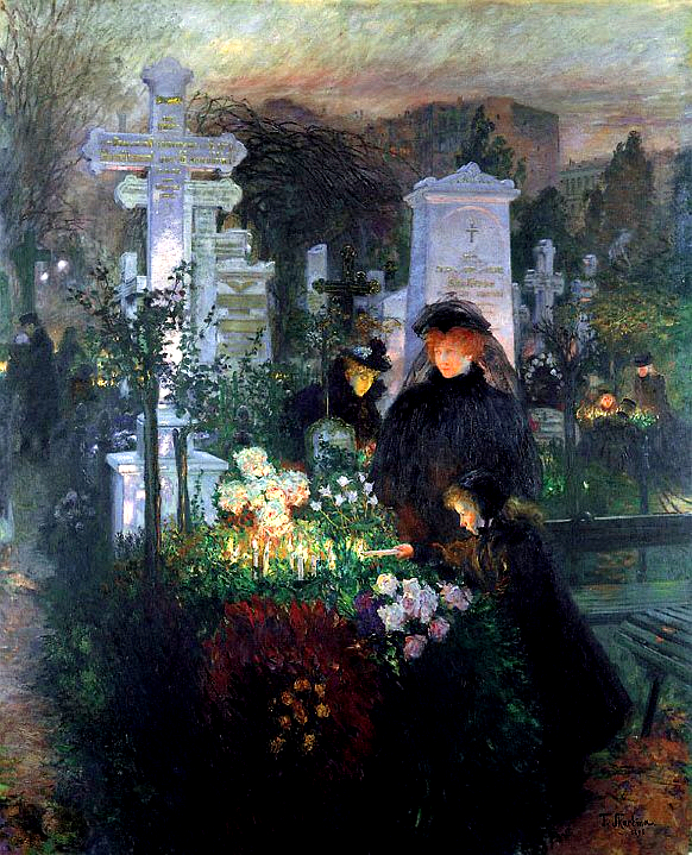
Dzień Zaduszny (1896)
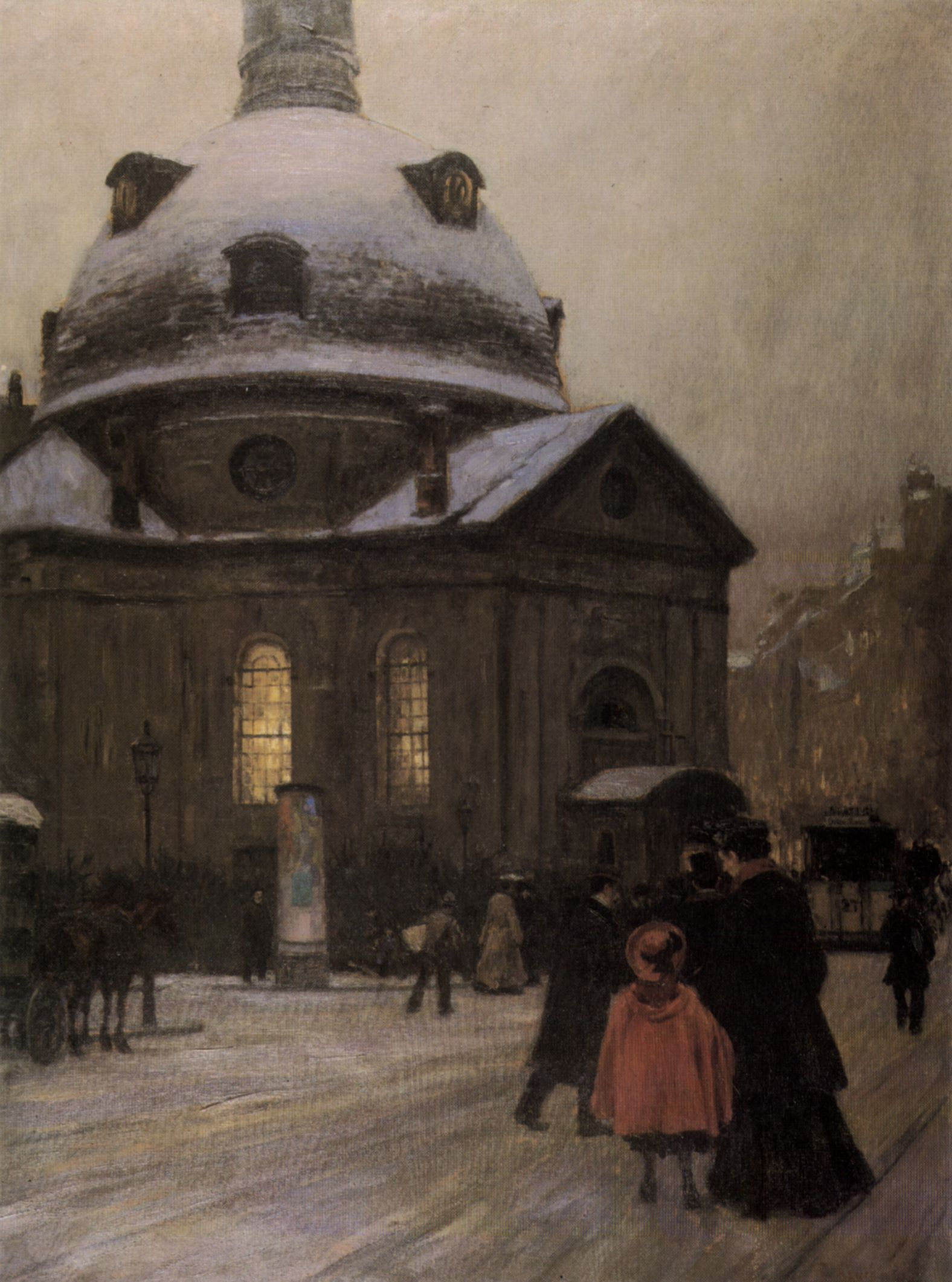
Kościół Betlejemski w noc Bożego Narodzenia  (ok. 1903)